# Zastawka zatoki wieńcowej

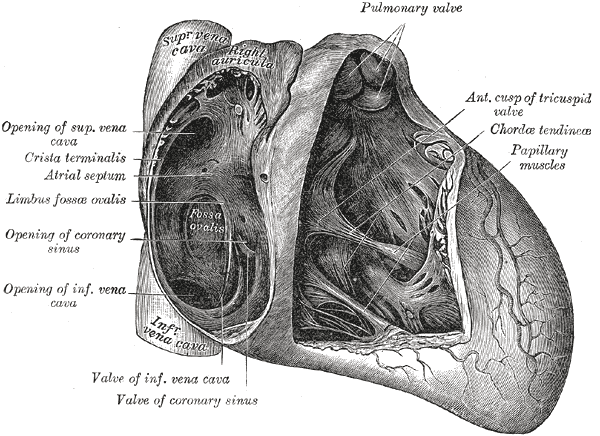
Rycina przedstawiająca budowę serca, zastawka zatoki wieńcowej (Valve of coronary sinus) opisana na dole

Zastawka zatoki wieńcowej, zastawka Thebesiusa, zastawka Tebezjusza (łac. valvula sinus coronarii, valvula Thebesii, valvula Thebesius, ang. valve of the coronary sinus, Thebesian valve) – w anatomii człowieka półksiężycowaty płatek wsierdzia znajdujący się w prawym przedsionku serca, przy ujściu zatoki wieńcowej. Zastawka ta jest tworem szczątkowym, pozostałością życia płodowego, w związku z tym jest bardzo zmienna – może być nieobecna, może mieć sitowatą strukturę i zasłaniać całe ujście zatoki wieńcowej lub stanowić jedynie wąski pasek. Nazwa eponimiczna upamiętnia anatoma Adama Christiana Thebesiusa (Tebezjusza), który opisał ją jako pierwszy w 1708 roku.